# 哈銳

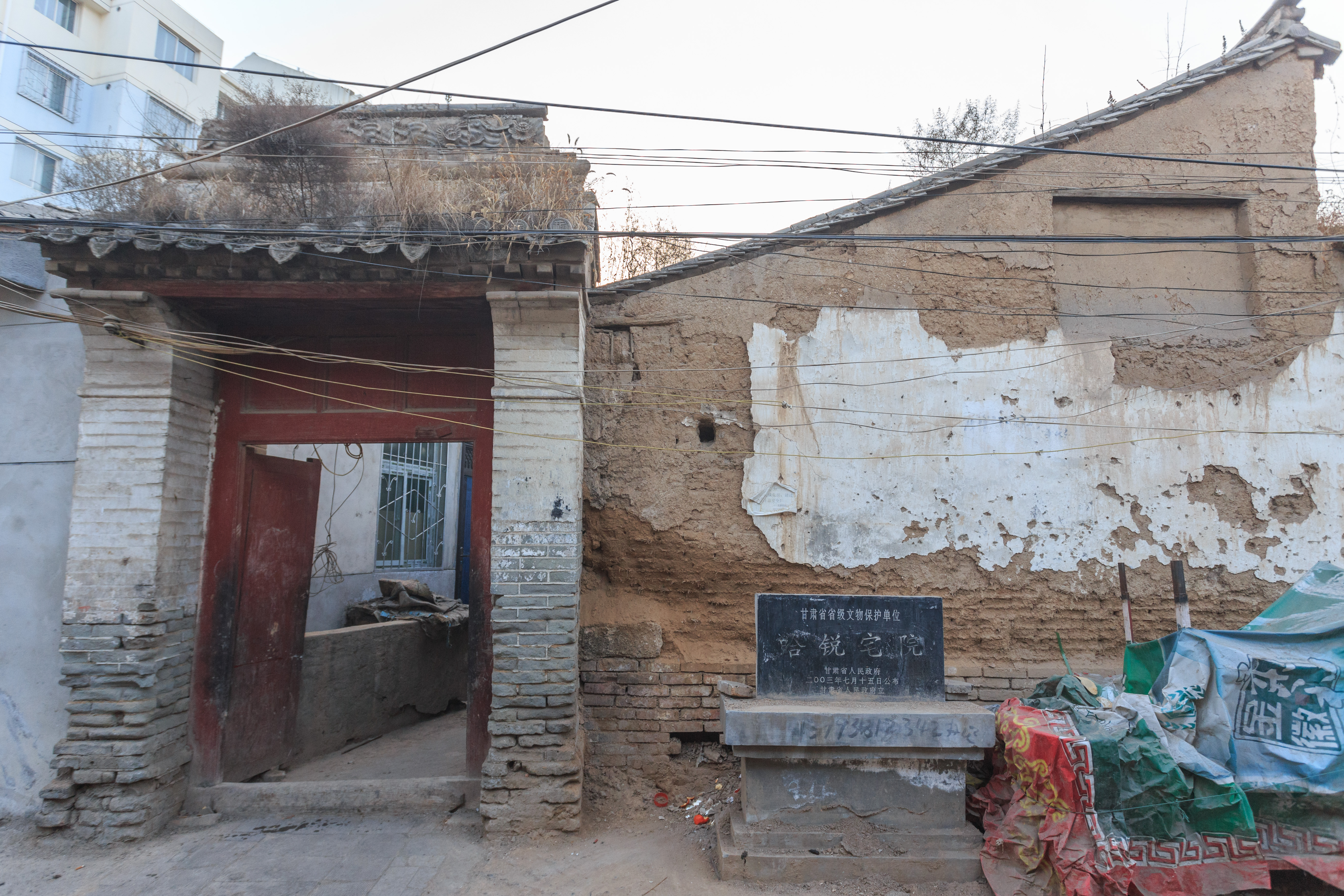
天水哈銳宅院

哈銳（?—?），甘肅省秦州直隸州（今天水市秦州區）人，清朝政治人物、進士出身。
哈銳祖籍福建，康熙初遷天水，回族。哈銳宅院在今天水市秦州區澄源巷。
光緒十八年（1892年），参加光緒壬辰科殿試，登進士二甲102名。同年五月，改翰林院庶吉士。光緒二十年四月，散館，著以部属用。